# Erfgoed Leiden en Omstreken
Erfgoed Leiden en Omstreken is een regionaal kennis- en adviescentrum voor Leiden en omstreken op het gebied van archief, monumenten, archeologie en bouwhistorie. Dit Nederlandse centrum is medio 2013 ontstaan door de bundeling van het Regionaal Archief Leiden en de gemeentelijke afdeling Monumenten & Archeologie. Ook Molenmuseum De Valk maakt deel uit van de combinatie.

## Locaties
Erfgoed Leiden en Omstreken is gevestigd in Leiden op de volgende locaties:
- Het Regionaal Archief Leiden (voorheen Gemeentearchief Leiden) aan de Boisotkade 2a te Leiden beheert archieven van en over de stad Leiden en haar inwoners, maar ook van Hillegom, Kaag en Braassem, Katwijk, Leiderdorp, Lisse, Nieuwkoop, Noordwijk, Oegstgeest, Teylingen en Zoeterwoude.[2]
- Molenmuseum De Valk is een stellingmolen en museum aan de Lammermarkt in Leiden.

## Collectie
Erfgoed Leiden en Omstreken beheert circa 17 km aan archieven van gemeentebesturen, gemeentelijke diensten, instellingen en bedrijven, kloosters en kerken, scholen en fabrieken, families en verenigingen, notarissen en rechtbanken. Bijzondere collecties zijn: de topografisch historische atlas (meer dan 125.000 plattegronden, foto’ s en prenten), de historische bibliotheek (meer dan 900 meter boeken, tijdschriften, brochures e.d.) en de affichecollectie (meer dan 5000 affiches).
Een groot deel van de collectie is al gedigitaliseerd. Zo is op de website een personendatabase met meer dan 7.000.000 namen te raadplegen, waarin de doop-, trouw- en begraafboeken van Leiden en deelnemende gemeenten zijn opgenomen.
Ook zijn de inventarissen van circa 1000 archieven. Verder worden de voornaamste, ooit in Leiden uitgegeven kranten in kleur gedigitaliseerd en - deels alleen ter plaatse - toegankelijk gemaakt.

## Regio
Erfgoed Leiden en Omstreken voert als kenniscentrum diensten uit voor Hillegom, Kaag en Braassem, Leiden, Leiderdorp, Lisse, Nieuwkoop, Noordwijk, Oegstgeest, Katwijk, Teylingen, Zoeterwoude. De organisatie steunt mede op een groot aantal vrijwilligers uit de regio die helpen bij het beheren en ontsluiten van erfgoed. Ook de educatieprojecten zijn gericht op leerlingen in de hele regio.

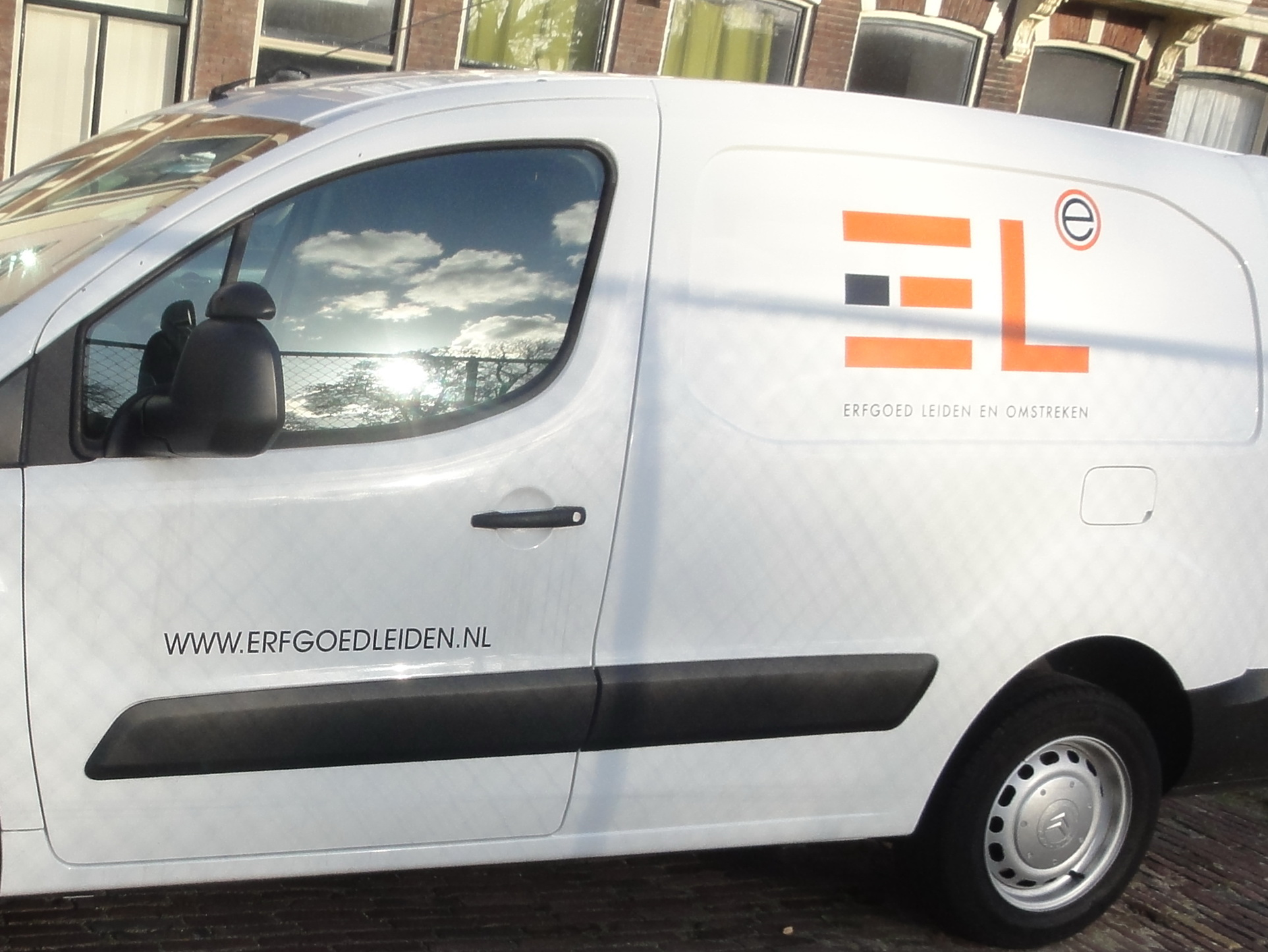
Logo Erfgoed Leiden en Omstreken op een dienstauto
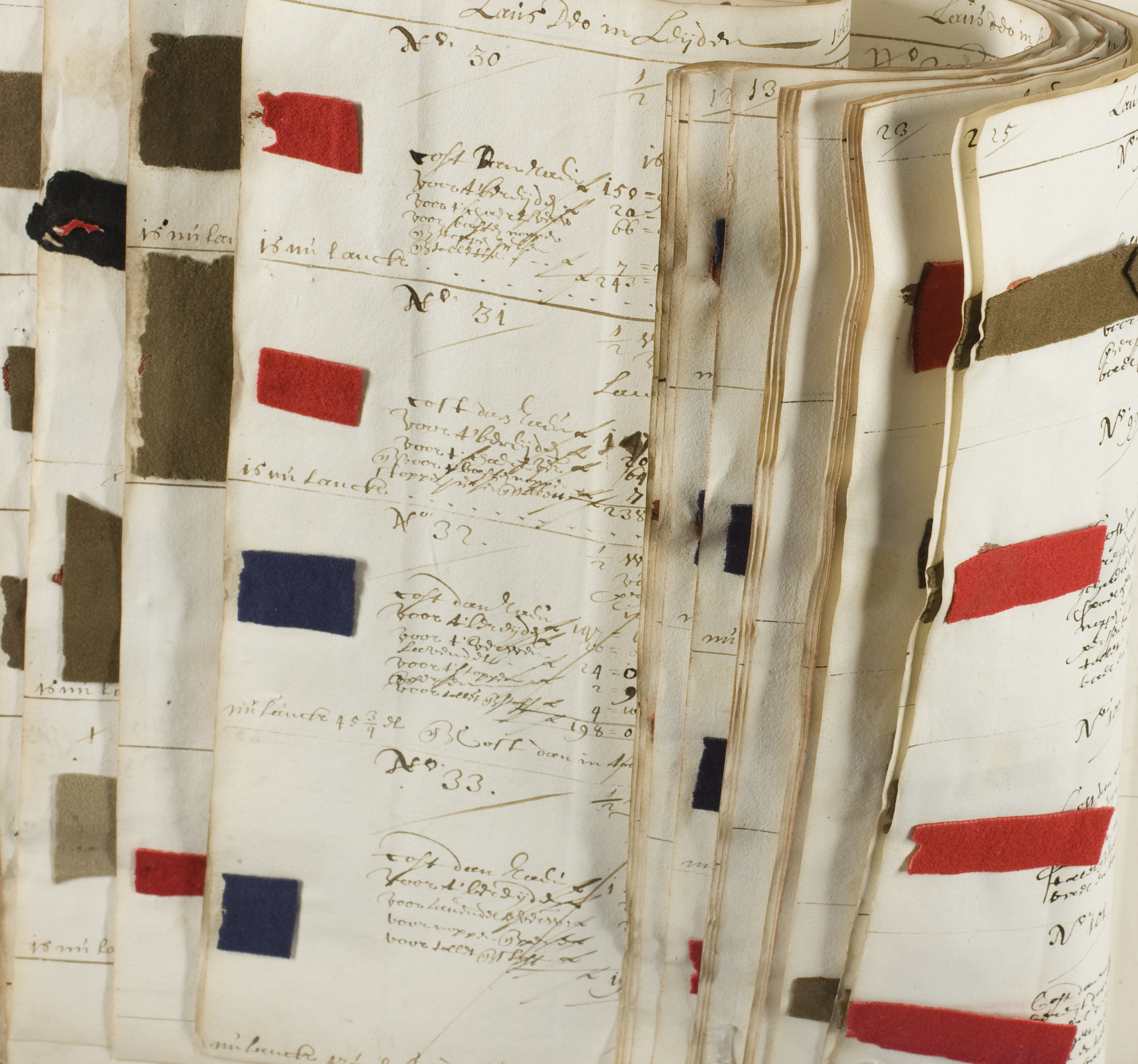
Het ‘Stuck Boeck’ van Gomarus van Craeyenbosch werd door Erfgoed Leiden en Omstreken aangewezen als erfstuk van het jaar 2013
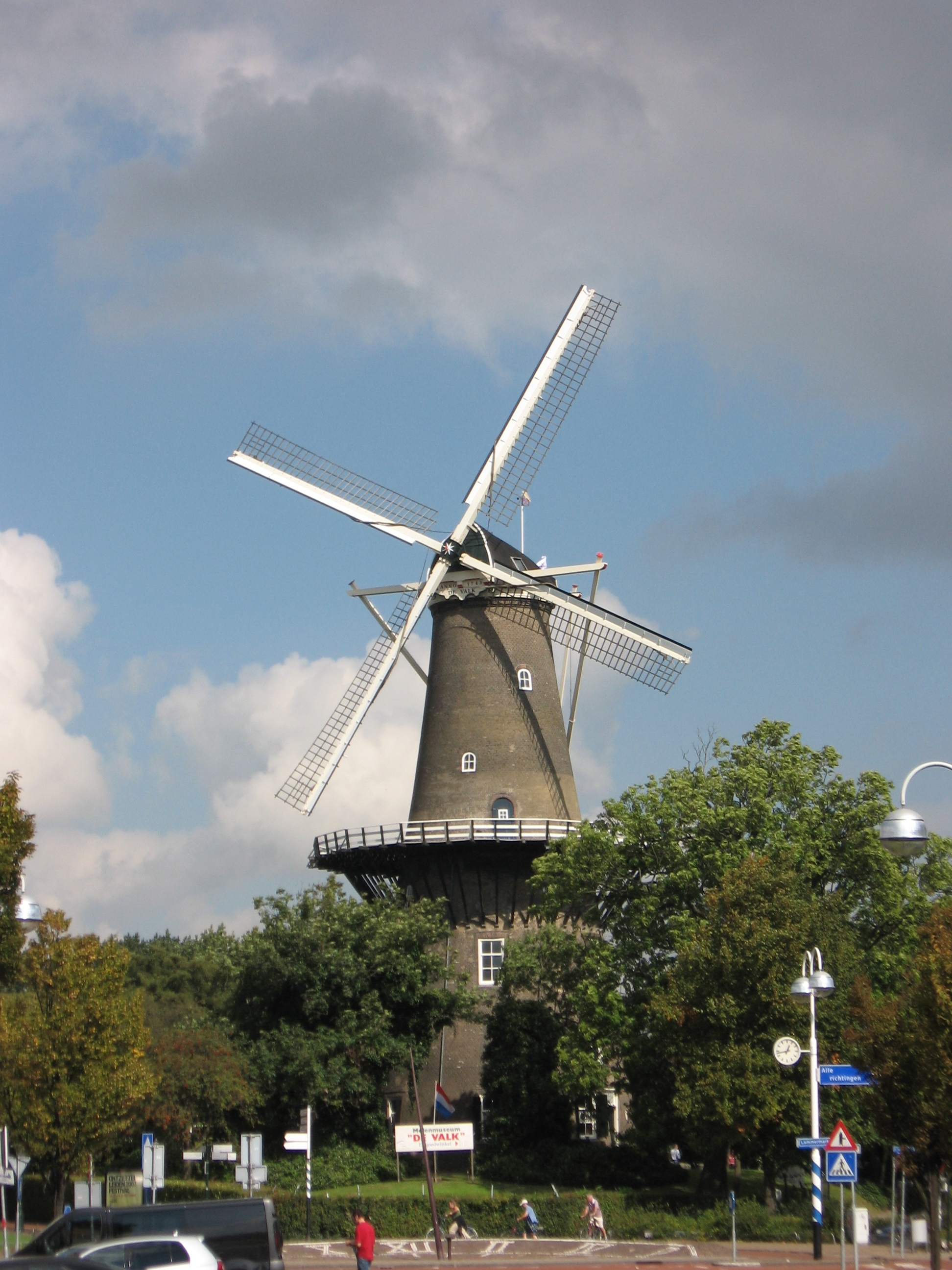
Molenmuseum De Valk